# Otto Löffler (Komponist)
Otto Löffler (* 17. März 1871 in Unteriflingen im Schwarzwald; † 12. März 1949 in Plochingen) war ein deutscher Komponist Chorleiter, Dirigent und Musikverleger.

## Leben
Nach der Ausbildung im Seminar Nagold wurde Otto Löffler, wie sein Vater, Lehrer und unterrichtete im Laufe seines Lebens in Untertürkheim und in Stuttgart. Er widmete sich bereits früh der Musik. Mit 18 Jahren veröffentlichte er seine erste Komposition und übernahm bald danach seine erste Stelle als Chorleiter. Das Lied „Der Frühling zieht ein“ (Opus 17) wurde 1904 auf dem Schwäbischen Sängerfest in Ravensburg mit dem ersten Preis ausgezeichnet und etablierte ihn als Komponisten der deutschen Volksliedkunst. Löffler war Autodidakt, er bildete sich aber auch immer wieder mit Kursen an der Musikhochschule Stuttgart weiter. Im Laufe der Zeit entstanden Solo-, Duett- und Chorlieder vom einfachen Volkslied bis zum schwierigen Kunstgesang, a cappella und mit Instrumenten. Aufgrund seiner pädagogischen Tätigkeit gehörten auch Kinderlieder in sein Repertoire, die er in der Sammlung „Kinderland“ veröffentlichte. In seinem Werkverzeichnis finden sich an die 500 Kompositionen – gedruckte Chorstücke sowie handschriftliche Werksschöpfungen. Der Großteil seiner musikalischen Arbeiten erschien im Eigenverlag. Neben seiner Tätigkeit als Komponist war er als Chormeister in vielen Vereinen in Stuttgart, Eßlingen am Neckar und der weiteren Umgebung tätig und tat sich als Preisrichter und Gutachter auf Singfestspielen hervor. 1937 zog Löffler mit seiner Familie von Stuttgart nach Plochingen, wo er bis zu seinem Tode lebte.
Mit seinen Volksliedern schloss Löffler an den schwäbischen Komponisten Friedrich Silcher an.

## Kompositionen (Auswahl)
- Hirn, Herz und Hand. Texte für Männer- und Frauenchöre, gemischte Chöre und Sängersprüche. 1900–1948
- Orgelstücke. 1903–1937
- Kinderland. 50 Sing- und Spielweisen für Schule, Kindergarten, Familie und Verein. 1928
- Für Dich. Frauenchöre aus allen Zeiten. 1950

## Ehrungen
- Otto-Löffler-Weg in Plochingen